# Парфьонова Тетяна Валентинівна
Тетяна Валентинівна Парфьонова (нар. 19 березня 1956; Полтава) — російська модельєрка і дизайнерка одягу українського походження. Працює в Санкт-Петербурзі. Засновниця та керівниця модного будинку «Тетяна Парфьонова» (1995).

## Життєпис
Народилася 19 березня 1956 року в Полтаві. У 1964 році переїхала в Санкт-Петербург. У 1977 році закінчила відділення промислової графіки Училища живопису імені В. Сєрова. У 1985—1988 роках працювала на різних посадах в об'єднанні «Ленінградодежда».
Вдруге одружена понад 20 років. Син — Дмитро.
Займається благодійністю.

## Кар'єра
У 1988 році перемогла на конкурсі «Інтермода» у Празі, у наступному році — на конкурсі молодих дизайнерів у Лондоні — вона вважає, що це зіграло свою роль в інтересі фешн-преси до неї. У New York Times вийшла стаття, де йшлося, що Тетяна Парфьонова єдиний російський дизайнер, який може зробити фешн-хіт. Слідом з'явилася дівчина з WWD (журнал про моду Women's Wear Daily, що виходить під слоганом «фешн-біблія»). А потім про неї стали писати в найнесподіваніших виданнях — від західних путівників до журналу National Geographic. Після цього іноземці приїжджали в майстерню дизайнерки і все звідти викуповували.
У 1995 році відкрила будинок моди «Тетяна Парфьонова» на Невському проспекті. Її перша колекція була нагороджена «Золотим ґудзиком», який дизайнерці вручив голова журі Пако Рабанн.
Тетяна Парфьонова — постійна учасниця Mercedes-Benz Fashion Week Russia.
Співпрацює з балериною Діаною Вишневою, яка є обличчям її модного будинку.
Бізнес дизайнерки сімейний, тому вона постійно перебуває у тісному контакті з рідними.

## Колекції
- «Сафрон» (1995)
- «Гора Марата», «Леля, Ляля, Люся» (1996)
- «Гарди», «Біла Альтанка», «По дворах ходив китаєць» (1997)
- «Степаніда» 1 та 2 (чотири сезони), «Демонстрація» (1998)
- «Міські подробиці», «Узурпатка», «Інша», «Турмалін» (1999)
- «Кохання до квітів» 1 і 2 (чотири сезони), «Роза» (2000)
- «Троянда та троянда», «Мушка», «2002» (2001)
- «Віра трек», «Колористка» (2002)
- «New Grunge» (2003)
- «Свято», «Для ідеальної дівчини» (2004)
- «Attaching» (2005)
- «Панночка», «Реставрація», «Мамеле» (2006)
- «Красуня», «Мот», «Цефея» (2007)
- «Жіноче ім'я», «Білка» (2008)
- «Crow», «Матільда» (2009)
- «Картини та сукні», «Моніка» (2010)
- «Місто N-ск і Гусак Кришталевий», «Фрейлінський сад» (2011)
- «12 ніч», «Російський ампір», «Luxury Village», «Царське село» (2012)
- «Скрипучий дім», «Китайська опера» (2013)
- «Я садівником народився!», «Острів троянд», «Визнання (у коханні)» (2014)
- «Diana Vishneva by Parfionova for Grishko» (2014)
- «Цигун», «Кохання до апельсинів» (2015)
- «Формула», «Jabot by Parfionova», «Історії Лебедя» (2016)